# Négyszínű kártya

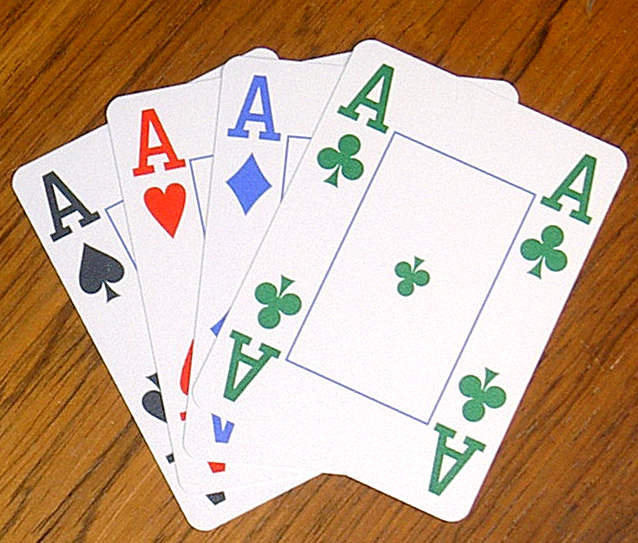
Ászok négyszínű kártyákkal

A négyszínű kártya a francia kártya színesebb változata. Lényege hogy a négy szín (treff, káró, kőr és pikk) valóban négy szín legyen, és ne tévessze meg a kártyázót, hogy a treff és a pikk, valamint a káró és a kőr azonos színű. Legelterjedtebb változata a Four Color Deck, de több színkombinációkban is készültek négyszínű kártyák.

## Változatok
A klasszikus négyszínű kártyában a treff zöld, a káró kék, a kőr piros, a pikk pedig fekete. Manapság egyre elterjedtebb, és valamennyi pókerszoftverben ez található meg.
J. Y. Humphreys Seminole Wars Deck néven készített négyszínű kártyákat, melyben a treff zöld, a káró sárga, a kőr piros, a pikk pedig kék.
Victor Maguer, American Centennialnak készített kártyák változatában a treff kék, a káró sárga, a kőr piros, a pikk pedig fekete.
S. R. Huntley több témát is készített bridge kártyákhoz, pl. kék treff, narancssárga káró, piros kőr és fekete pikk.
A kártyagyártó cégek is elkezdtek négyszínű kártyákat forgalmazni.
Így a Forcolar Inc. egyik kiadásában a treff zöld, káró narancssárga, kőr piros és a pikk fekete.
Az Avoid Playing Card Companynál a következőképpen néztek ki a négyszínű kártyák: a treff magenta, a káró narancssárga, a kőr piros, a pikk pedig fekete.
A Skat megalkotta a Skat tournament Decket, melyben a treff fekete, a káró narancssárga, a kőr piros, a pikk pedig zöld.
A XXI. században elterjedt egy eddigiektől eltérő textúra, Summer Color Deck néven: a treff magenta, a káró sárga, a kőr narancssárga, a pikk pedig türkiz.

## Négyszínű kártyával játszható kártyajátékok
- Bridzs
- Póker

## Egyéb játék
A Rummikub, más néven „táblás römi” is négyféle színű, gyakorlatilag a francia kártyával megegyező lapkészlettel rendelkezik 1-től 13-ig megszámozva.

## Fordítás
Ez a szócikk részben vagy egészben  a   Four-color deck című angol Wikipédia-szócikk fordításán alapul.  Az eredeti cikk szerkesztőit annak laptörténete sorolja fel. Ez a jelzés csupán a megfogalmazás eredetét és a szerzői jogokat jelzi, nem szolgál a cikkben szereplő információk forrásmegjelöléseként.